# Soul Eater
Soul Eater (ソウルイーター lit. «Devorador de almas»?) es un manga escrito e ilustrado por Atsushi Ohkubo. Ambientada en la escuela Shibusen, la serie gira en torno a tres equipos formados por un técnico de arma y por lo menos un arma humana. Tratando de convertir a su arma en una «Death Scythe» y de este modo hacerla adecuada para ser usada por un shinigami, deben recolectar las almas (o kishin) de 99 criminales y la de una bruja, en ese orden.
El manga fue publicado por Square Enix y apareció como tres historias autoconclusivas, presentadas en dos ediciones especiales de Gangan Powered y un número de Gangan Wing entre el 24 de junio y el 26 de noviembre de 2003. El manga comenzó a publicarse regularmente en Monthly Shōnen Gangan el 12 de mayo de 2004. El primer volumen recopilatorio salió bajo el sello Gangan Comics, de Square Enix, el 22 de junio de 2004 en Japón y terminó de publicarse en agosto de 2013.
Se publicó un CD drama el 31 de agosto de 2005 y se produjo una adaptación a anime por parte de BONES. Esta última se emitió por primera vez en Japón por la cadena TV Tokyo el 7 de abril de 2008 y consta de 51 episodios. También, la serie tuvo adaptación a videojuegos para Wii (septiembre de 2008), Nintendo DS (octubre de 2008), PlayStation 2 y PlayStation Portable (enero de 2009).

## Argumento
La historia nos presenta Maka Albarn y "Soul Eater" Evans; Death The Kid, Liz y Patty Thompson y a Black Star y Tsubaki Nakatsukasa; tres equipos estudiantes de Shibusen (siglas para "Escuela Vocacional para Técnicos y Armas de Shinigami" en japonés) en la ciudad de Death City. Los técnicos junto a su compañero arma tienen que recolectar 99 almas de kishins, almas corrompida por el mal o la locura y que están en la lista de la Muerte (Shinigami-sama), y el alma de una bruja. Así, las armas y técnicos pasen a ser de la categoría Death Scythe, que les permite obtener poderes y habilidades nuevas. Además, las armas pueden llegar a ser usadas también por Shinigami-sama. Llegar a este título no es fácil y las cosas se pueden complicar al aparecer la kishin más poderosa de todos, junto con la ayuda de una bruja y sus experimentos con la sangre.

## Personajes
- Soul Eater Evans (ソウル・イーター・エヴァンス) es el personaje principal del manga y anime junto con Maka Albarn, es un poco despreocupado y da la vida por Maka (su técnico), su sueño es convertirse en Death Scythe (guadaña de la muerte).

- Maka Albarn (マカ・アルバーン) es técnica de Soul, también es la personaje principal, vive enfadada con su padre ya que es un mujeriego, gracias a esto no confía mucho en los hombres. Posee las llamadas vibraciones anti-demonio heredadas de su madre que se dice acaban con todo el mal y hacen desaparecer todo lo impuro.

- Black Star (ブラック スター?) es el técnico de Tsubaki Nakatsukasa (中務 椿 Nakatsukasa Tsubaki?). Black Star proviene de una familia de ninjas el "Clan de la Estrella", conocidos por hacer cualquier cosa por dinero. Quiere ser el mejor y odia cuando alguien obtiene más atención que él.

- Death the Kid (デス・ザ・キッド?) es el técnico de Patty y Liz Thompson el hijo de Shinigami-sama. Patricia y Elizabeth Thompson, apodadas "Patty" y "Liz", son sus compañeras de Death the Kid y se convierten en pistolas.

- Crona (クロナ?) es el compañero y técnico de Ragnarok (ラグナロク Ragunaroku?), la espada demoníaca. Su madre es la bruja Medusa quien creó a Ragnarok, lo mezcló con la sangre negra y lo implantó en Crona como experimento, al que presiona para devorar almas.

## Adaptaciones

### Manga
Soul Eater empezó como una serie de manga escrita e ilustrada por el mangaka Atsushi Okubo. El manga empezó inicialmente como tres historias autoconclusivas distintas publicadas entre el 25 de junio y el 26 de noviembre de 2003 en dos revistas de manga de Square Enix: primero en la edición especial de verano 2003 de Gangan Powered, seguidas por la edición especial de otoño 2003 de la misma revista, y finalmente en Gangan Wing. El manga comenzó su publicación por entregas regulares en la revista de manga Monthly Shōnen Gangan de Square Enix el 12 de mayo de 2004 y terminó de publicarse en agosto de 2013. El primer volumen recopilatorio fue comercializado por Square Enix bajo su publicación Gangan Comics el 22 de junio de 2004 en Japón y llegó a los 25 volúmenes en total. En enero de 2011 se anunció que el mismo autor lanzaría una obra derivada de este llamada Soul Eater Not!.
El manga fue licenciado por Yen Press para su distribución en inglés en Estados Unidos y comercializado inicialmente en la revista de antologías Yen Plus de esta editorial, que salió a la venta el 29 de julio de 2008. El primer volumen en inglés del manga se publicó en octubre de 2009.
En España Norma Editorial consiguió sus derechos y su primera entrega se publicó el 24 de septiembre de 2010, con tiradas mensuales hasta el final de ese año, y a partir de entonces el manga pasó a ser bimensual hasta el final de la serie. En 2017 la editorial Ovni Press anunció la adquisición de la licencia y comienzo de distribuirla en Argentina.

### Drama CD
El 31 de agosto de 2005, Square Enix grabó un drama CD llamado "Soul Eater (vol. 1): Estudio Social Especial de los Viajeros" (ソウルイーター（Vol. 1）特別社会科見学, Sōru Ītā (Vol. 1) Tokubestu Shakaika Kengaku?) El CD venía con un libro de ilustraciones y un guion del diálogo. Del casting usado para el drama CD sólo la voz de Black Star (Yumiko Kobayashi) coincidió con la del anime.
Tras este se grabaron 5 Dramas CD Especiales, esta vez con las voces ya escuchadas en el anime. El primero enfocado en el tercer grupo de protagonistas (Death the Kid, Liz y Patty Thompson) con el nombre de "Lo Intocable" (Furete wa Naranai Mono). El segundo enfocado en el primer grupo de protagonistas (Maka Albarn y Soul Eater Evans) con el nombre de "Mi corazón está lleno de amor" (Kono Mune Ippai no Love wo). El tercero y último enfocado en el segundo grupo de protagonistas (Black Star y Tsubaki Nakatsukasa) con el nombre de "Star no Tanjou".

### Anime
Fue un proyecto de 51 episodios producido por BONES, Aniplex, Dentsu, Media Factory y TV Tokyo; Bones y Aniplex son responsables de la animación y la música respectivamente. Los episodios empezaron a emitirse el 7 de abril de 2008 en TV Tokyo y más tarde en TV Aichi, TV Hokkaido, TV Osaka, TV Setouchi y TV Kyushu Broadcasting Co. La banda sonora corre a cargo del aclamado compositor Iwasaki Taku. El primer DVD recopilatorio fue lanzado el 2 de agosto de 2008.
El anime se emitió en dos versiones: una censurada y otra sin censura. La versión sencilla y la otra versión, denominada "Late Show", se diferencian solamente en el añadido de secuencias especiales al principio y al final de los intermedios y el adelanto del siguiente episodio es también diferente.
El 30 de septiembre de 2010 se empezó a emitir Soul Eater Repeat Show, una nueva edición del anime con nuevo director, y openings y endings también nuevos; aparte de estas diferencias se trata de los mismos capítulos. Cada capítulo se emitía los jueves a las 6:00 en Japón.
El 1 de enero de 2022, Funimation anunció que la serie recibió un doblaje en español latino, que se estrenó el 27 de enero (primera temporada) y 10 de febrero de 2022 (segunda temporada). Tras la adquisición de Crunchyroll por parte de Sony, el doblaje de ambas temporadas se trasladaron a Crunchyroll.
Funimation obtuvo la licencia de la serie. Tras la adquisición de Crunchyroll por parte de Sony, la serie se trasladó a Crunchyroll obteniendo la licencia de la serie fuera de Asia.

### Videojuegos
Soul Eater también tiene un videojuego para Wii: Soul Eater: Monotone Princess, puesto a la venta el 25 de septiembre de 2008 en exclusiva para Japón. El juego incluye dos personajes originales diseñados por el mismo Atsushi Ōkubo: Grimoire y Ponera. Para Nintendo DS se lanzó poco después, el 23 de octubre de 2008, Soul Eater: Medusa no inbou, con estética 3D y compatibilidad con la versión de Wii.
También cuenta con un videojuego de lucha con versiones tanto para PS2 como para PSP, Soul Eater: Battle Resonance (ソウルイーター バトルレゾナンス, Sōru Ītā Batoru Rezonansu?), a la venta desde el 29 de enero de 2009.

### Música
La música corrió a cargo de Iwasaki Taku.
Openings
- Episodios 1 ~ 30: "resonance" por T.M.Revolution.
- Episodios 31 ~ 51: "PAPERMOON" por Tommy Heavenly6.

REPEAT SHOW
- Episodios 1 ~ 13: "Counter Identity" por Unison Square Garden
- Episodios 14 ~ 51: "Ai ga Hoshii yo" por Tsuji Shion

Endings
- Episodios 1 ~ 13: "I Wanna Be" por Stance Punks.
- Episodios 14 ~ 26: "Style" por Nishino Kana.
- Episodios 27 ~ 39: "Bakusou Yume Uta" por Diggy-MO'.
- Episodios 40 ~ 50: "Strength" por Abingdon Boys School.
- Episodio 51: "I Wanna Be" por Stance Punks.

REPEAT SHOW
- Episodios 1 ~ 13: "Ao no Kaori" por Yui Makino.
- Episodios 14 ~ 51: "Northern Lights" por How Merry Marry.